# Chromadorita paetzoldi
Chromadorita paetzoldi is een rondwormensoort uit de familie van de Chromadoridae. De wetenschappelijke naam van de soort is voor het eerst geldig gepubliceerd in 1960 door Meyl.